# Castianeira rubicunda
Castianeira rubicunda là một loài nhện trong họ Corinnidae.
Loài này thuộc chi Castianeira. Castianeira rubicunda được Eugen von Keyserling miêu tả năm 1879.